# STS-6
STS-6 foi a primeira missão do programa do ônibus espacial da NASA usando a nave Challenger, lançada de Cabo Canaveral em 4 de Abril de 1983. Foi a sexta missão utilizando um ônibus espacial e teve o objetivo de colocar satélites de comunicação em órbita terrestre.

## Tripulação
| Posição                  | Astronauta      |
| ------------------------ | --------------- |
| Comandante               | Paul Weitz      |
| Piloto                   | Karol Bobko     |
| Especialista de missão 1 | Donald Peterson |
| Especialista de missão 2 | Story Musgrave  |

## Parâmetros da missão
- Massa:
  - Decolagem: 116 457 kg
  - Aterrissagem: 86 330 kg
  - Carga: 21 305 kg
- Perigeu: 288 km
- Apogeu: 295 km
- Inclinação: 28.5°
- Período: 90,4 min

## Principais fatos
Em 4 de Abril de 1983, às 13h30 EST, ocorreu a decolagem da STS-6, a primeira missão utilizando o Challenger e a primeira a utilizar um tanque externo e foguetes de propulsão sólida SRB de baixo peso.
A missão estava prevista para ser lançada em 30 de Janeiro de 1983. Entretanto, um vazamento de hidrogênio em um dos motores principais foi descoberta. Posteriormente, após um teste de ignição dos motores principais da nave, em 25 de Janeiro de 1983, foram encontradas rachaduras em outro motor. Todos os motores foram removidos, reparados e reinstalados.
Enquanto os reparos eram feitos, uma forte tempestade causou a contaminação da carga principal da missão, o primeiro Tracking and Data Relay Satellite (TDRS), enquanto este estava na sala da mudança de carga na Rotating Service Structure da base de lançamento. Isto significava que o satélite teria que ser levado de volta à área de checagem, aonde ele foi limpo e verificado. A sala de mudança de carga e o compartimento de carga também tiveram que ser limpos.
A STS-6 carregava um grupo de quatro astronautas  - Paul Weitz, comandante; Karol Bobko, piloto; Donald Peterson e Story Musgrave, ambos especialista da missão. Usando novos trajes espaciais desenvolvidos especificamente para o ônibus espacial, Peterson e Musgrave realizaram com sucesso a primeira caminhada no espaço do programa dos ônibus espaciais , realizando uma série de testes no compartimento de carga. Esta caminhada no espaço durou 4 horas e 17 minutos.
Apesar de o TDRS de 2 268 Kg ter sido lançado com sucesso do Challenger, seu foguete de dois estágios, o Interim Upper Stage (IUS), se desligou prematuramente, colocando o satélite em um órbita elíptica baixa. O satélite continha propelente extra além do necessário para seu controle de altitude, e durante alguns meses seus propulsores foram ativados em intervalos planejados cuidadosamente movendo a TDRS-l até sua órbita geossíncrona operacional, salvando o satélite de 100 milhões de dólares.
A outra carga da STS-6 incluía três caixas de GAS e a continuação do reator de Latex monodisperso e dos experimentos de fluxo contínuo de eletroforese.
A Challenger retornou à Terra em 9 de Abril de 1983 às 10h53 PST, aterrissando na Pista 22 da Base Aérea de Edwards, da Força Aérea dos EUA . Ela completou 80 órbitas, percorrendo 3 370 437 km em 5 dias, 23 minutos e 42 segundos. Ela voou de volta ao KSC em 16 de Abril de 1983.

## Hora de acordar
- 2° Dia: I Want You Back, dos The Jackson 5
- 3° Dia: Paint It, Black, dos The Rolling Stones
- 4° Dia: Y.M.C.A., dos Village People

## Galeria

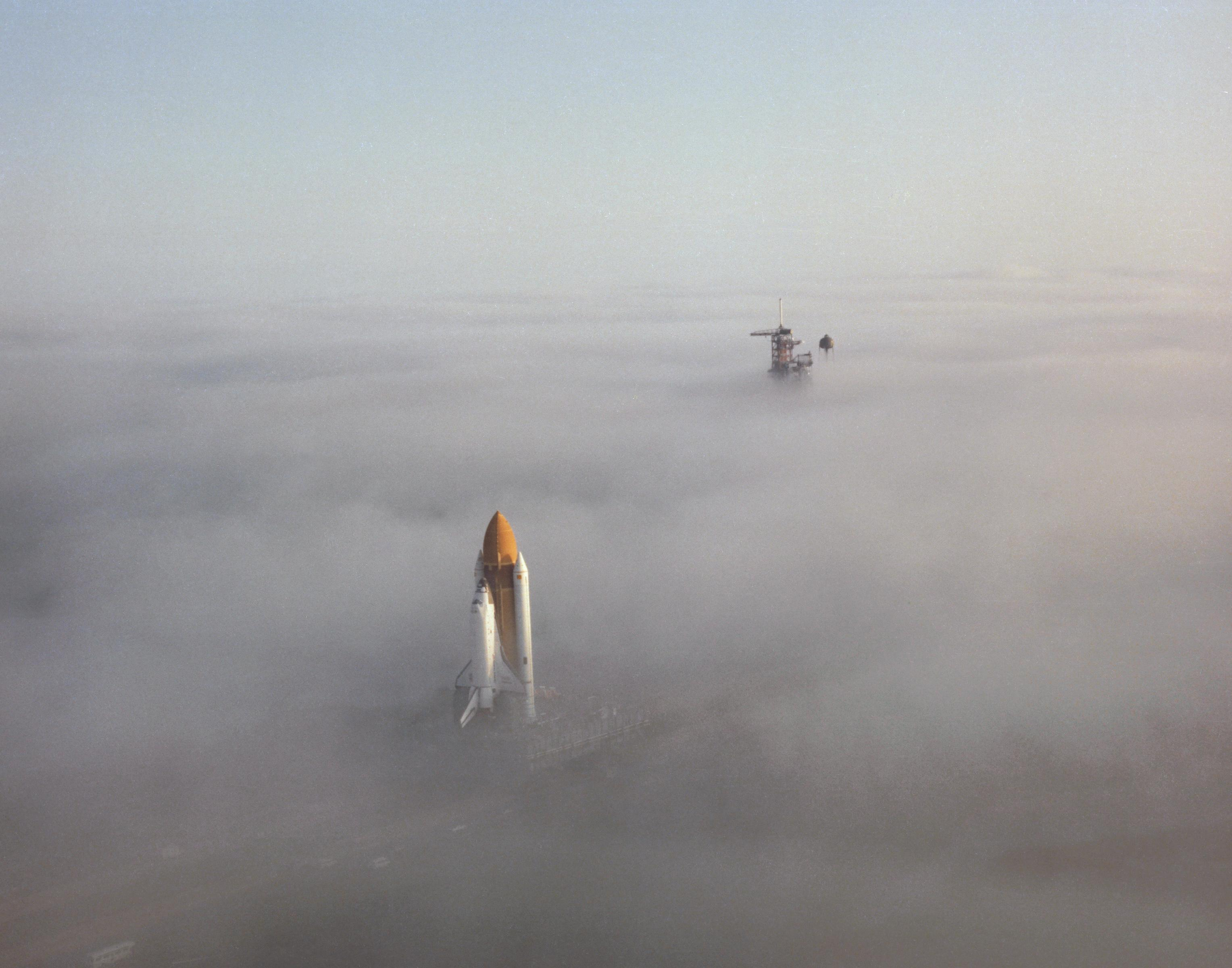
Challenger se movendo atrás da neblina.
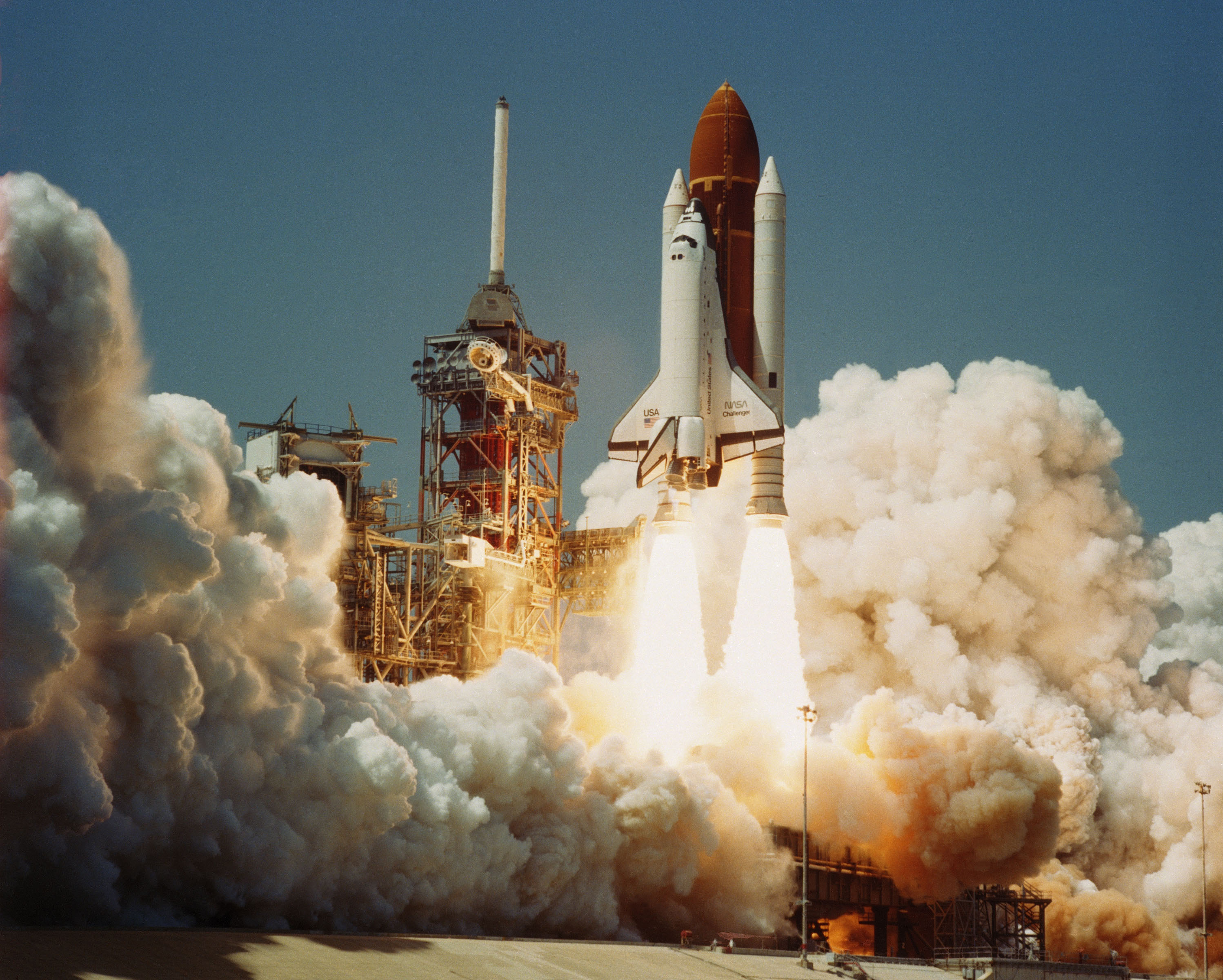
Primeiro lançamento do Challenger em 4 de abril de 1983.
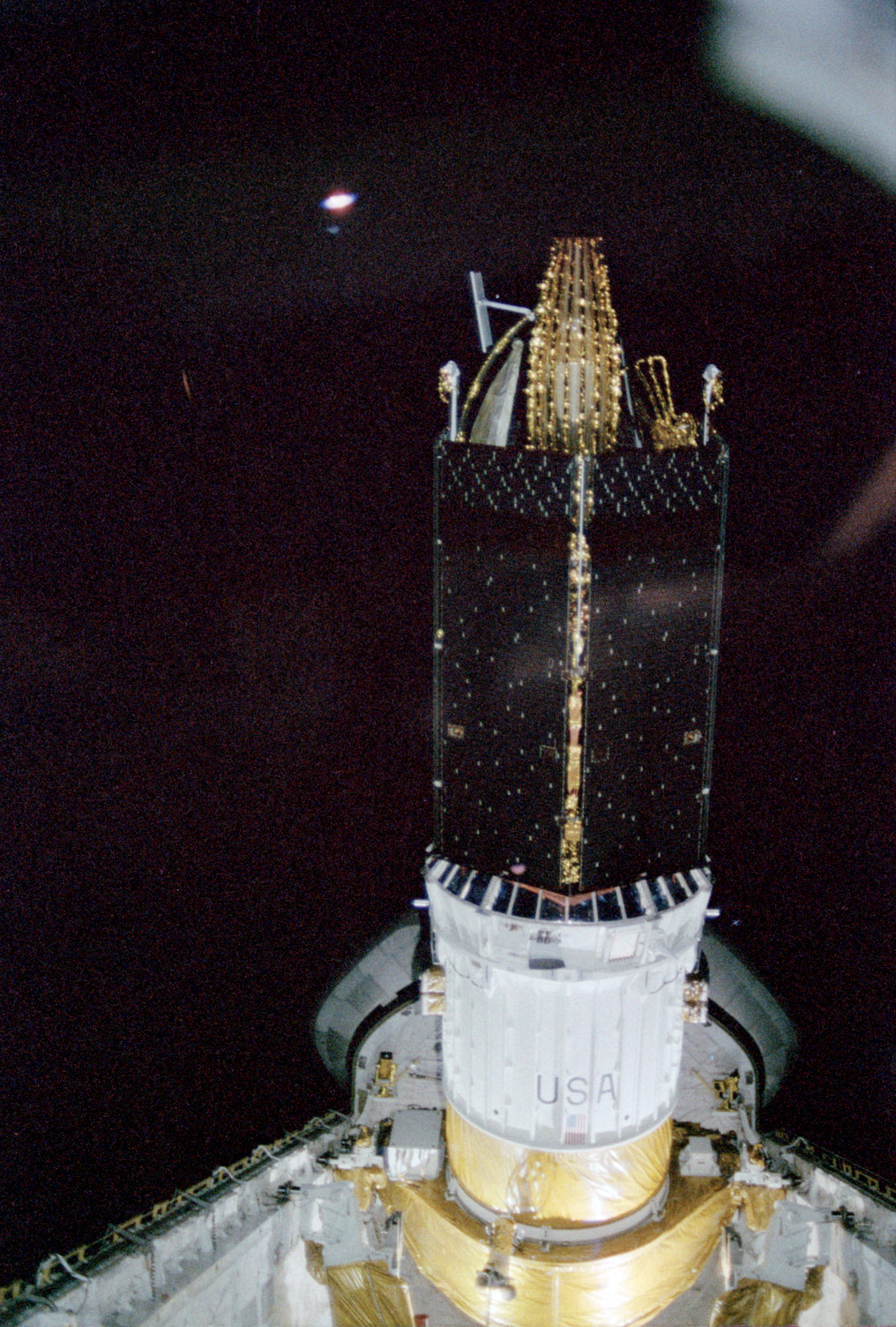
TDRS-A sendo lançado.
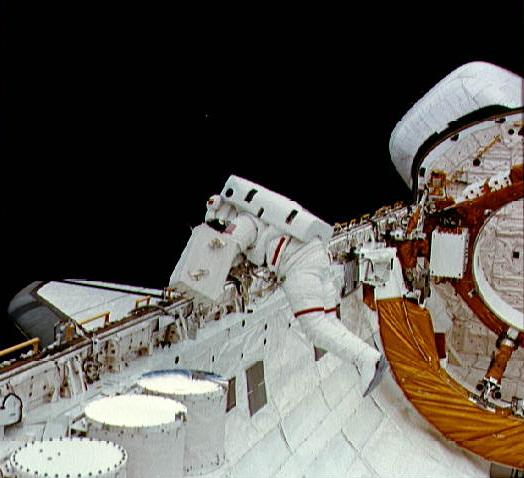
Musgrave durante a EVA.
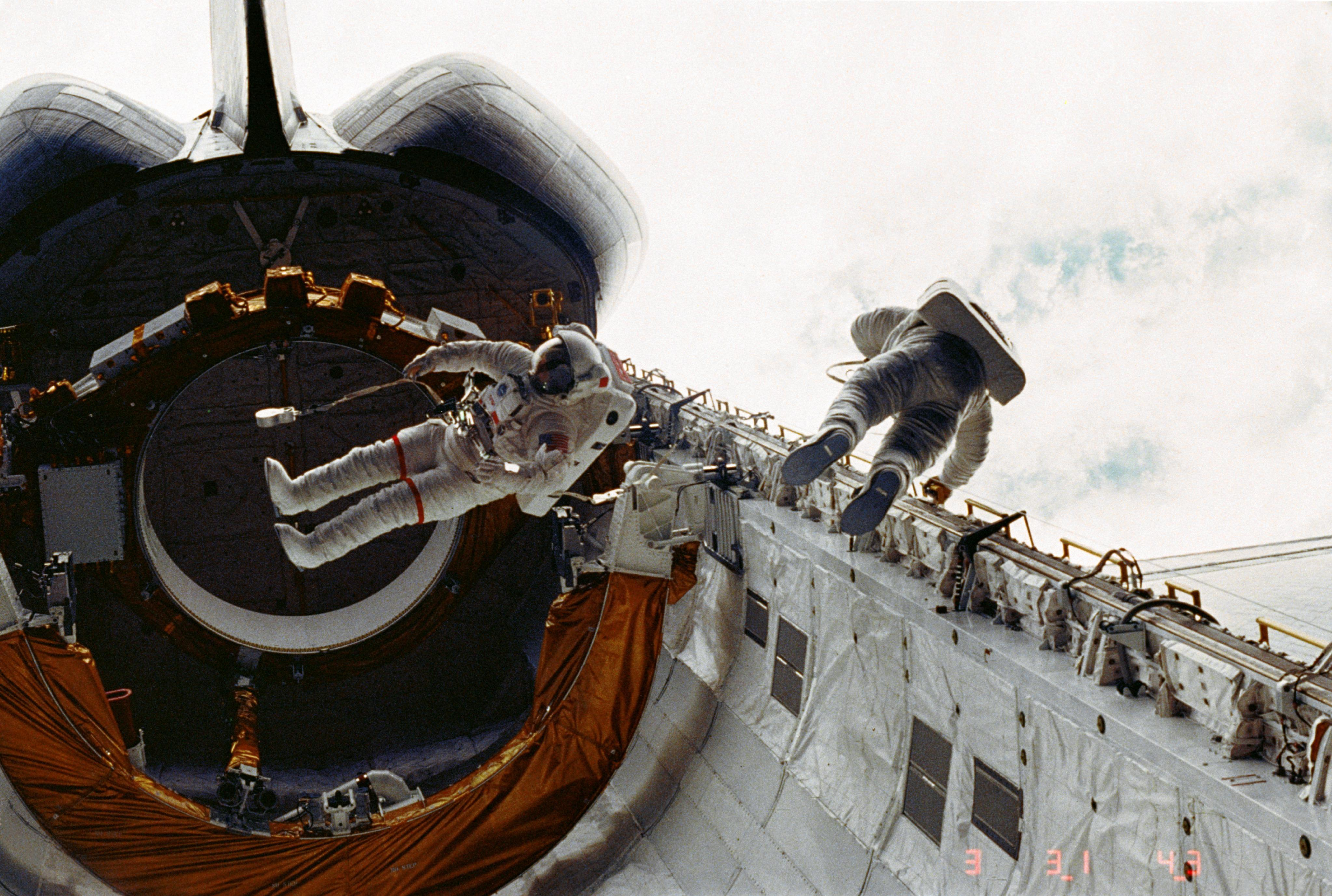
Musgrave e Peterson flutuando na Challenger no compatimento de carga durante a EVA.
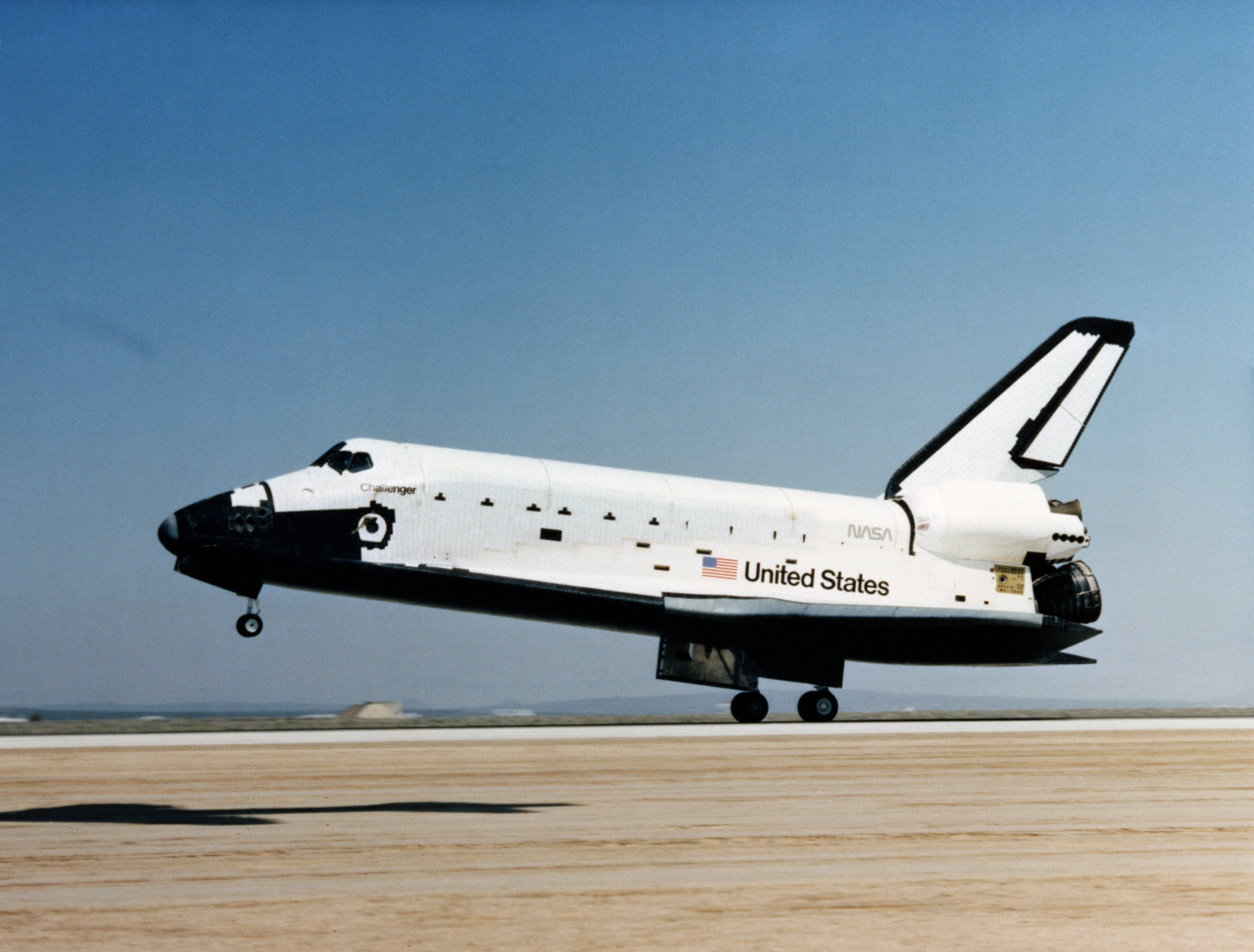
Challenger retonando a Terra em 9 de Abril de 1983.
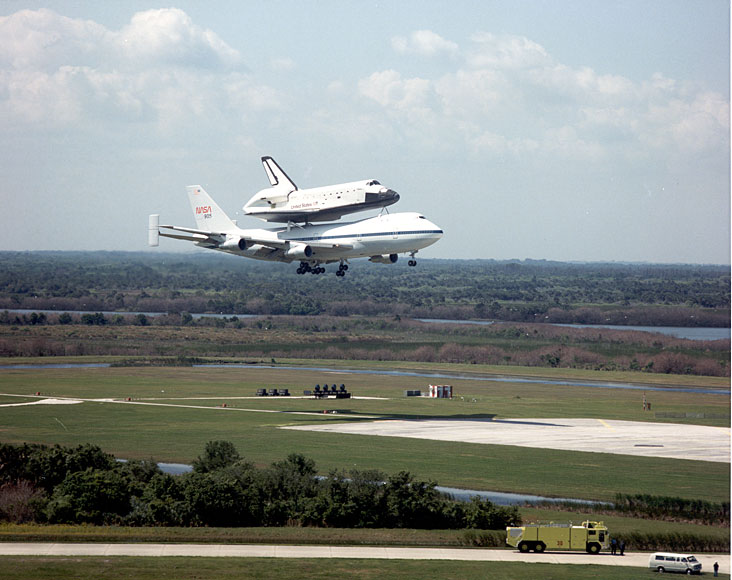
Challenger retornando para o KSC em 16 de Abril de 1983 a bordo do Shuttle Carrier Aircraft.

## Caminhadas espaciais
| Missão | Astronautas                    | Começo (UTC)     | Fim (UTC)        | Duração              | Tarefa                           |
| ------ | ------------------------------ | ---------------- | ---------------- | -------------------- | -------------------------------- |
| EVA1   | Story Musgrave Donald Peterson | 7 de Abril 21:05 | 8 de Abril 01:05 | 4 horas e 17 minutos | Testes no compartimento de carga |